# Ashley Tisdale/Diskografie
Diese Diskografie ist eine Übersicht über die musikalischen Werke der US-amerikanischen Popsängerin Ashley Tisdale und ihrer Pseudonyme wie Candace oder auch Sharpay Evans. Den Quellenangaben und Schallplattenauszeichnungen zufolge verkaufte sie bisher mehr als 22,7 Millionen Tonträger, davon alleine in ihrer Heimat über 13,9 Millionen. Ihre erfolgreichste Veröffentlichung ist der Soundtrack zu High School Musical mit über 8,1 Millionen verkauften Einheiten.

## Alben

### Studioalben
| Jahr | Titel Musiklabel                       | Höchstplatzierung, Gesamtwochen, AuszeichnungChartplatzierungen (Jahr, Titel, Musiklabel, Platzierungen, Wochen, Auszeichnungen, Anmerkungen) | Höchstplatzierung, Gesamtwochen, AuszeichnungChartplatzierungen (Jahr, Titel, Musiklabel, Platzierungen, Wochen, Auszeichnungen, Anmerkungen) | Höchstplatzierung, Gesamtwochen, AuszeichnungChartplatzierungen (Jahr, Titel, Musiklabel, Platzierungen, Wochen, Auszeichnungen, Anmerkungen) | Höchstplatzierung, Gesamtwochen, AuszeichnungChartplatzierungen (Jahr, Titel, Musiklabel, Platzierungen, Wochen, Auszeichnungen, Anmerkungen) | Höchstplatzierung, Gesamtwochen, AuszeichnungChartplatzierungen (Jahr, Titel, Musiklabel, Platzierungen, Wochen, Auszeichnungen, Anmerkungen) | Anmerkungen                                                 |
| Jahr | Titel Musiklabel                       | DE | AT | CH | UK | US | Anmerkungen                                                 |
| ---- | -------------------------------------- | --- | --- | --- | --- | --- | ----------------------------------------------------------- |
| 2007 | Headstrong Warner Music (WMG)          | DE33 (24 Wo.)DE | AT21 (17 Wo.)AT | CH98 (1 Wo.)CH | — | US5 Gold · (33 Wo.)US | Erstveröffentlichung: 6. Februar 2007 Verkäufe: + 1.000.000 |
| 2009 | Guilty Pleasure Warner Music (WMG)     | DE9 (12 Wo.)DE | AT7 (11 Wo.)AT | CH13 (10 Wo.)CH | — | US12 (6 Wo.)US | Erstveröffentlichung: 12. Juni 2009 Verkäufe: + 25.000      |
| 2019 | Symptoms Big Noise Entertainment (BNM) | — | — | — | — | — | Erstveröffentlichung: 3. Mai 2019                           |

### Livealben
| Jahr | Titel Musiklabel                                           | Höchstplatzierung, Gesamtwochen, AuszeichnungChartplatzierungen (Jahr, Titel, Musiklabel, Platzierungen, Wochen, Auszeichnungen, Anmerkungen) | Höchstplatzierung, Gesamtwochen, AuszeichnungChartplatzierungen (Jahr, Titel, Musiklabel, Platzierungen, Wochen, Auszeichnungen, Anmerkungen) | Höchstplatzierung, Gesamtwochen, AuszeichnungChartplatzierungen (Jahr, Titel, Musiklabel, Platzierungen, Wochen, Auszeichnungen, Anmerkungen) | Höchstplatzierung, Gesamtwochen, AuszeichnungChartplatzierungen (Jahr, Titel, Musiklabel, Platzierungen, Wochen, Auszeichnungen, Anmerkungen) | Höchstplatzierung, Gesamtwochen, AuszeichnungChartplatzierungen (Jahr, Titel, Musiklabel, Platzierungen, Wochen, Auszeichnungen, Anmerkungen) | Anmerkungen                                                                 |
| Jahr | Titel Musiklabel                                           | DE | AT | CH | UK | US | Anmerkungen                                                                 |
| ---- | ---------------------------------------------------------- | --- | --- | --- | --- | --- | --------------------------------------------------------------------------- |
| 2007 | High School Musical: The Concert Walt Disney Records (EMI) | — | — | — | UK45 Silber · (4 Wo.)UK | US28 (… Wo.)US | Erstveröffentlichung: 4. Mai 2007 Verkäufe: + 60.000; mit der HSM-Besetzung |

### Kompilationen
| Jahr | Titel Musiklabel                                                                      | Höchstplatzierung, Gesamtwochen, AuszeichnungChartplatzierungen (Jahr, Titel, Musiklabel, Platzierungen, Wochen, Auszeichnungen, Anmerkungen) | Höchstplatzierung, Gesamtwochen, AuszeichnungChartplatzierungen (Jahr, Titel, Musiklabel, Platzierungen, Wochen, Auszeichnungen, Anmerkungen) | Höchstplatzierung, Gesamtwochen, AuszeichnungChartplatzierungen (Jahr, Titel, Musiklabel, Platzierungen, Wochen, Auszeichnungen, Anmerkungen) | Höchstplatzierung, Gesamtwochen, AuszeichnungChartplatzierungen (Jahr, Titel, Musiklabel, Platzierungen, Wochen, Auszeichnungen, Anmerkungen) | Höchstplatzierung, Gesamtwochen, AuszeichnungChartplatzierungen (Jahr, Titel, Musiklabel, Platzierungen, Wochen, Auszeichnungen, Anmerkungen) | Anmerkungen                                                    |
| Jahr | Titel Musiklabel                                                                      | DE | AT | CH | UK | US | Anmerkungen                                                    |
| ---- | ------------------------------------------------------------------------------------- | --- | --- | --- | --- | --- | -------------------------------------------------------------- |
| 2006 | Disney’s Karaoke Series: High School Musical Walt Disney Records (EMI)                | — | — | — | — | US127 (… Wo.)US | Erstveröffentlichung: 10. Oktober 2006 mit der HSM-Besetzung   |
| 2007 | Disney’s Karaoke Series: High School Musical 2 Walt Disney Records (EMI)              | — | — | — | — | US98 (… Wo.)US | Erstveröffentlichung: 18. September 2007 mit der HSM-Besetzung |
| 2009 | Disney’s Karaoke Series: High School Musical 3: Senior Year Walt Disney Records (EMI) | — | — | — | — | — | Erstveröffentlichung: 17. Februar 2009 mit der HSM-Besetzung   |

### Remixalben
| Jahr | Titel                                                                 | Höchstplatzierung, Gesamtwochen, AuszeichnungChartplatzierungen (Jahr, Titel, Platzierungen, Wochen, Auszeichnungen, Anmerkungen) | Höchstplatzierung, Gesamtwochen, AuszeichnungChartplatzierungen (Jahr, Titel, Platzierungen, Wochen, Auszeichnungen, Anmerkungen) | Höchstplatzierung, Gesamtwochen, AuszeichnungChartplatzierungen (Jahr, Titel, Platzierungen, Wochen, Auszeichnungen, Anmerkungen) | Höchstplatzierung, Gesamtwochen, AuszeichnungChartplatzierungen (Jahr, Titel, Platzierungen, Wochen, Auszeichnungen, Anmerkungen) | Höchstplatzierung, Gesamtwochen, AuszeichnungChartplatzierungen (Jahr, Titel, Platzierungen, Wochen, Auszeichnungen, Anmerkungen) | Anmerkungen                                                   |
| Jahr | Titel                                                                 | DE | AT | CH | UK | US | Anmerkungen                                                   |
| ---- | --------------------------------------------------------------------- | --- | --- | --- | --- | --- | ------------------------------------------------------------- |
| 2007 | High School Musical Hits Remixed Walt Disney Records (EMI)            | — | — | — | — | US42 (… Wo.)US | Erstveröffentlichung: 11. Dezember 2007 mit der HSM-Besetzung |
| 2007 | High School Musical 2: Non-Stop Dance Party Walt Disney Records (EMI) | — | — | — | — | US68 (… Wo.)US | Erstveröffentlichung: 11. Dezember 2007 mit der HSM-Besetzung |

### Soundtracks
| Jahr | Titel Musiklabel                                                                   | Höchstplatzierung, Gesamtwochen, AuszeichnungChartplatzierungen (Jahr, Titel, Musiklabel, Platzierungen, Wochen, Auszeichnungen, Anmerkungen) | Höchstplatzierung, Gesamtwochen, AuszeichnungChartplatzierungen (Jahr, Titel, Musiklabel, Platzierungen, Wochen, Auszeichnungen, Anmerkungen) | Höchstplatzierung, Gesamtwochen, AuszeichnungChartplatzierungen (Jahr, Titel, Musiklabel, Platzierungen, Wochen, Auszeichnungen, Anmerkungen) | Höchstplatzierung, Gesamtwochen, AuszeichnungChartplatzierungen (Jahr, Titel, Musiklabel, Platzierungen, Wochen, Auszeichnungen, Anmerkungen) | Höchstplatzierung, Gesamtwochen, AuszeichnungChartplatzierungen (Jahr, Titel, Musiklabel, Platzierungen, Wochen, Auszeichnungen, Anmerkungen) | Anmerkungen                                                                         |
| Jahr | Titel Musiklabel                                                                   | DE | AT | CH | UK | US | Anmerkungen                                                                         |
| ---- | ---------------------------------------------------------------------------------- | --- | --- | --- | --- | --- | ----------------------------------------------------------------------------------- |
| 2006 | High School Musical Walt Disney Records (EMI)                                      | DE22 Platin · (49 Wo.)DE | AT13 Platin · (47 Wo.)AT | CH63 (18 Wo.)CH | UK— ×4VierfachplatinUK | US1 ×5Fünffachplatin · (102 Wo.)US | Erstveröffentlichung: 10. Januar 2006 Verkäufe: + 8.152.500; mit der HSM-Besetzung  |
| 2007 | High School Musical 2 Walt Disney Records (EMI)                                    | DE5 Platin · (39 Wo.)DE | AT2 ×2Doppelplatin · (38 Wo.)AT | CH6 Gold · (35 Wo.)CH | UK— ×2DoppelplatinUK | US1 ×3Dreifachplatin · (61 Wo.)US | Erstveröffentlichung: 10. August 2007 Verkäufe: + 6.000.000; mit der HSM-Besetzung  |
| 2008 | High School Musical 3: Senior Year Walt Disney Records (EMI)                       | DE3 Platin · (26 Wo.)DE | AT1 Gold · (25 Wo.)AT | CH6 Gold · (16 Wo.)CH | UK— PlatinUK | US2 Platin · (… Wo.)US | Erstveröffentlichung: 21. Oktober 2008 Verkäufe: + 3.500.000; mit der HSM-Besetzung |
| 2009 | Phineas und Ferb Walt Disney Records (EMI)                                         | — | — | — | — | US59 (4 Wo.)US | Erstveröffentlichung: 22. September 2009 Verkäufe: + 30.000                         |
| 2011 | Sharpay’s fabelhafte Welt Walt Disney Records (EMI)                                | — | — | — | — | — | Erstveröffentlichung: 17. Mai 2011                                                  |
| 2020 | Phineas and Ferb The Movie: Candace Against the Universe Walt Disney Records (EMI) | — | — | — | — | — | Erstveröffentlichung: 28. August 2020                                               |

### EPs
| Jahr | Titel Musiklabel                                       | Höchstplatzierung, Gesamtwochen, AuszeichnungChartplatzierungen (Jahr, Titel, Musiklabel, Platzierungen, Wochen, Auszeichnungen, Anmerkungen) | Höchstplatzierung, Gesamtwochen, AuszeichnungChartplatzierungen (Jahr, Titel, Musiklabel, Platzierungen, Wochen, Auszeichnungen, Anmerkungen) | Höchstplatzierung, Gesamtwochen, AuszeichnungChartplatzierungen (Jahr, Titel, Musiklabel, Platzierungen, Wochen, Auszeichnungen, Anmerkungen) | Höchstplatzierung, Gesamtwochen, AuszeichnungChartplatzierungen (Jahr, Titel, Musiklabel, Platzierungen, Wochen, Auszeichnungen, Anmerkungen) | Höchstplatzierung, Gesamtwochen, AuszeichnungChartplatzierungen (Jahr, Titel, Musiklabel, Platzierungen, Wochen, Auszeichnungen, Anmerkungen) | Anmerkungen                                                 |
| Jahr | Titel Musiklabel                                       | DE | AT | CH | UK | US | Anmerkungen                                                 |
| ---- | ------------------------------------------------------ | --- | --- | --- | --- | --- | ----------------------------------------------------------- |
| 2008 | High School Musical: Be Mine Walt Disney Records (EMI) | — | — | — | — | US65 (… Wo.)US | Erstveröffentlichung: 29. Januar 2008 mit der HSM-Besetzung |
| 2008 | Degree Girl: OMG! Jams Warner Music (WMG)              | — | — | — | — | — | Erstveröffentlichung: 1. Juli 2018                          |
| 2018 | Music Sessions, Vol. 1 Eigenvertrieb                   | — | — | — | — | — | Erstveröffentlichung: 16. Februar 2018                      |

## Singles

### Als Leadmusikerin
| Jahr | Titel Album                                                                 | Höchstplatzierung, Gesamtwochen, AuszeichnungChartplatzierungen (Jahr, Titel, Album, Platzierungen, Wochen, Auszeichnungen, Anmerkungen) | Höchstplatzierung, Gesamtwochen, AuszeichnungChartplatzierungen (Jahr, Titel, Album, Platzierungen, Wochen, Auszeichnungen, Anmerkungen) | Höchstplatzierung, Gesamtwochen, AuszeichnungChartplatzierungen (Jahr, Titel, Album, Platzierungen, Wochen, Auszeichnungen, Anmerkungen) | Höchstplatzierung, Gesamtwochen, AuszeichnungChartplatzierungen (Jahr, Titel, Album, Platzierungen, Wochen, Auszeichnungen, Anmerkungen) | Höchstplatzierung, Gesamtwochen, AuszeichnungChartplatzierungen (Jahr, Titel, Album, Platzierungen, Wochen, Auszeichnungen, Anmerkungen) | Anmerkungen                                                                        |
| Jahr | Titel Album                                                                 | DE | AT | CH | UK | US | Anmerkungen                                                                        |
| --- | --------------------------------------------------------------------------- | --- | --- | --- | --- | --- | ---------------------------------------------------------------------------------- |
| 2006 | Last Christmas Disney Channel Holiday (Sampler)                             | — | — | — | — | — | Erstveröffentlichung: 21. November 2006 Original: Wham!                            |
| 2006 | We’re All in This Together High School Musical (O.S.T.)                     | — | — | — | UK40 Silber · (6 Wo.)UK | US34 Gold · (4 Wo.)US | Erstveröffentlichung: 27. November 2006 Verkäufe: + 700.000; mit der HSM-Besetzung |
| 2007 | Be Good to Me Headstrong                                                    | DE57 (4 Wo.)DE | AT67 (2 Wo.)AT | — | — | US80 Gold · (2 Wo.)US | Erstveröffentlichung: 6. Februar 2007 Verkäufe: + 500.000                          |
| 2007 | He Said She Said Headstrong                                                 | DE17 (16 Wo.)DE | AT21 (16 Wo.)AT | — | — | US58 Platin · (8 Wo.)US | Erstveröffentlichung: 12. Februar 2007 Verkäufe: + 1.000.000                       |
| 2007 | What Time Is It? High School Musical 2 (O.S.T.)                             | — | — | — | UK20 (6 Wo.)UK | US6 Gold · (8 Wo.)US | Erstveröffentlichung: 17. Juli 2007 Verkäufe: + 500.000; mit der HSM-Besetzung     |
| 2008 | Not Like That Headstrong                                                    | DE20 (9 Wo.)DE | AT31 (9 Wo.)AT | CH27 (8 Wo.)CH | — | — | Erstveröffentlichung: 25. Januar 2008                                              |
| 2008 | Suddenly Headstrong                                                         | DE45 (5 Wo.)DE | — | — | — | — | Erstveröffentlichung: 2. Mai 2008                                                  |
| 2008 | I Want It All High School Musical 3: Senior Year (O.S.T.)                   | — | — | — | — | — | Erstveröffentlichung: 15. August 2008 mit Lucas Grabeel                            |
| 2009 | It’s Alright, It’s OK Guilty Pleasure                                       | DE12 (11 Wo.)DE | AT5 (16 Wo.)AT | CH30 (4 Wo.)CH | — | US99 (1 Wo.)US | Erstveröffentlichung: 14. April 2009                                               |
| 2009 | Crank It Up Guilty Pleasure                                                 | DE19 (9 Wo.)DE | AT22 (5 Wo.)AT | — | — | — | Erstveröffentlichung: 16. Oktober 2009                                             |
| 2013 | You’re Always Here –                                                        | — | — | — | — | — | Erstveröffentlichung: 16. Dezember 2013                                            |
| 2016 | Still into You –                                                            | — | — | — | — | — | Erstveröffentlichung: 20. Oktober 2016 feat. Chris French                          |
| 2018 | Voices in My Head Symptoms                                                  | — | — | — | — | — | Erstveröffentlichung: 8. November 2018                                             |
| 2019 | Love Me & Let Me Go Symptoms                                                | — | — | — | — | — | Erstveröffentlichung: 25. Januar 2019                                              |
| 2019 | Blame It on the Beat –                                                      | — | — | — | — | — | Erstveröffentlichung: 17. Mai 2019                                                 |
| 2020 | Lemons –                                                                    | — | — | — | — | — | Erstveröffentlichung: 29. Mai 2020                                                 |
| 2020 | Such a Beautiful Day Phineas und Ferb: Candace gegen das Universum (O.S.T.) | — | — | — | — | — | Erstveröffentlichung: 24. Juli 2020                                                |
| Folgende Lieder erschienen nicht als Single, wurden aber durch das Album zum Download und Streaming bereitgestellt und konnten somit eine Platzierung erlangen: |                                                                             | | | | | |                                                                                    |
| |                                                                             | | | | | |                                                                                    |
| 2006 | Stick to the Status Quo High School Musical (O.S.T.)                        | — | — | — | UK74 (1 Wo.)UK | US43 Gold · (2 Wo.)US | Charteinstieg: 11. Februar 2006 Verkäufe: + 500.000; mit der HSM-Besetzung         |
| 2006 | What I’ve Been Looking For High School Musical (O.S.T.)                     | — | — | — | — | US35 Gold · (3 Wo.)US | Charteinstieg: 11. Februar 2006 Verkäufe: + 500.000; mit Lucas Grabeel             |
| 2006 | Bop to the top High School Musical (O.S.T.)                                 | — | — | — | — | US62 (2 Wo.)US | Charteinstieg: 11. Februar 2006 mit Lucas Grabeel                                  |
| 2007 | All for One High School Musical 2 (O.S.T.)                                  | — | — | — | — | US92 (2 Wo.)US | Charteinstieg: 1. September 2007 mit der HSM-Besetzung                             |
| 2007 | Fabulous High School Musical 2 (O.S.T.)                                     | — | — | — | — | US76 (1 Wo.)US | Charteinstieg: 8. September 2007 mit Lucas Grabeel                                 |

### Als Gastmusikerin
| Jahr | Titel Album                                      | Anmerkungen                                                                                               |
| ---- | ------------------------------------------------ | --- |
| 2005 | A Dream Is a Wish Your Heart Makes DisneyMania 4 | Erstveröffentlichung: 21. November 2005 als Teil von Disney Channel Circle of Stars Original: Ilene Woods |

## Videoalben und Musikvideos

### Videoalben
| Jahr | Titel Musiklabel                                                           | Höchstplatzierung, Gesamtwochen, AuszeichnungChartplatzierungen (Jahr, Titel, Musiklabel, Platzierungen, Wochen, Auszeichnungen, Anmerkungen) | Höchstplatzierung, Gesamtwochen, AuszeichnungChartplatzierungen (Jahr, Titel, Musiklabel, Platzierungen, Wochen, Auszeichnungen, Anmerkungen) | Höchstplatzierung, Gesamtwochen, AuszeichnungChartplatzierungen (Jahr, Titel, Musiklabel, Platzierungen, Wochen, Auszeichnungen, Anmerkungen) | Höchstplatzierung, Gesamtwochen, AuszeichnungChartplatzierungen (Jahr, Titel, Musiklabel, Platzierungen, Wochen, Auszeichnungen, Anmerkungen) | Höchstplatzierung, Gesamtwochen, AuszeichnungChartplatzierungen (Jahr, Titel, Musiklabel, Platzierungen, Wochen, Auszeichnungen, Anmerkungen) | Anmerkungen                                                                           |
| Jahr | Titel Musiklabel                                                           | DE | AT | CH | UK | US | Anmerkungen                                                                           |
| ---- | -------------------------------------------------------------------------- | --- | --- | --- | --- | --- | ------------------------------------------------------------------------------------- |
| 2007 | High School Musical: The Concert Walt Disney Records (EMI)                 | — | — | — | UK— ×5FünffachplatinUK | — | Erstveröffentlichung: 4. Mai 2007 Verkäufe: + 250.000; mit der HSM-Besetzung          |
| 2007 | There’s Something About Ashley: The Story of Headstrong Warner Music (WMG) | DE*DE | AT10 (1 Wo.)AT | CH*CH | — | US38 (1 Wo.)US | Erstveröffentlichung: 6. November 2007 * Verkäufe werden dem Studioalbum hinzuaddiert |

### Musikvideos
| Jahr | Titel                              | Regisseur(e)        |
| ---- | ---------------------------------- | ------------------- |
| 2006 | A Dream Is a Wish Your Heart Makes |                     |
| 2006 | Kiss the Girl                      | Kenny Ortega        |
| 2006 | Be Good to Me                      | Chris Marrs Piliero |
| 2007 | He Said She Said                   | Scott Speer         |
| 2008 | Not Like That                      | Scott Speer         |
| 2008 | Suddenly                           | Scott Speer         |
| 2009 | It’s Alright, It’s OK              | Scott Speer         |
| 2009 | Crank It Up                        | Scott Speer         |
| 2013 | You’re Always Here                 |                     |
| 2018 | Voices in My Head                  | Brian Petchers      |
| 2019 | Love Me & Let Me Go                |                     |

## Sonderveröffentlichungen

### Alben
| Jahr | Titel Musiklabel                                         | Anmerkungen                                                 |
| ---- | -------------------------------------------------------- | ----------------------------------------------------------- |
| 2011 | High School Musical/High School Musical 2 EMI Gold (EMI) | Erstveröffentlichung: 3. Juni 2011 Teil der „2-for-1“-Reihe |

### Lieder
| Jahr | Titel Album                                      | Anmerkungen                                                                                           |
| ---- | ------------------------------------------------ | --- |
| 2006 | A Dream Is a Wish Your Heart Makes DisneyMania 4 | Erstveröffentlichung: 4. April 2006 als Teil von Disney Channel Circle of Stars Original: Ilene Woods |
| 2007 | Last Christmas Disney Channel Holiday            | Erstveröffentlichung: 16. Oktober 2007 Original: Wham!                                                |

| Jahr | Titel Soundtrack zu                     | Anmerkungen                           |
| ---- | --------------------------------------- | ------------------------------------- |
| 2006 | Kiss the Girl Arielle, die Meerjungfrau | Erstveröffentlichung: 3. Oktober 2006 |

### Videoalben
| Jahr | Titel Musiklabel                                                                | Anmerkungen |
| ---- | ------------------------------------------------------------------------------- | --- |
| 2006 | High School Musical (Collector’s Edition) Walt Disney Records (EMI)             | Erstveröffentlichung: 1. Dezember 2006 erweiterte Fassung mit Bonus-DVD Verkäufe werden Soundtrack hinzuaddiert  |
| 2007 | High School Musical 2 (Collector’s Edition) Walt Disney Records (EMI)           | Erstveröffentlichung: 13. August 2007 erweiterte Fassung mit Bonus-DVD Verkäufe werden Soundtrack hinzuaddiert   |
| 2008 | Headstrong (Deluxe Edition) Warner Music (WMG)                                  | Erstveröffentlichung: 6. Juni 2008 erweiterte Fassung mit Bonus-DVD Verkäufe werden Studioalbum hinzuaddiert     |
| 2008 | High School Musical 3: Senior Year (Premiere Edition) Walt Disney Records (EMI) | Erstveröffentlichung: 21. Oktober 2008 erweiterte Fassung mit Bonus-DVD Verkäufe werden Studioalbum hinzuaddiert |
| 2008 | High School Musical 3: Senior Year (Premiere Edition) Walt Disney Records (EMI) | Erstveröffentlichung: 21. Oktober 2008 erweiterte Fassung mit Bonus-DVD Verkäufe werden Studioalbum hinzuaddiert |

## Promoveröffentlichungen
Promo-Singles

| Jahr | Titel Album                                      | Höchstplatzierung, Gesamtwochen, AuszeichnungChartplatzierungen (Jahr, Titel, Album, Platzierungen, Wochen, Auszeichnungen, Anmerkungen) | Höchstplatzierung, Gesamtwochen, AuszeichnungChartplatzierungen (Jahr, Titel, Album, Platzierungen, Wochen, Auszeichnungen, Anmerkungen) | Höchstplatzierung, Gesamtwochen, AuszeichnungChartplatzierungen (Jahr, Titel, Album, Platzierungen, Wochen, Auszeichnungen, Anmerkungen) | Höchstplatzierung, Gesamtwochen, AuszeichnungChartplatzierungen (Jahr, Titel, Album, Platzierungen, Wochen, Auszeichnungen, Anmerkungen) | Höchstplatzierung, Gesamtwochen, AuszeichnungChartplatzierungen (Jahr, Titel, Album, Platzierungen, Wochen, Auszeichnungen, Anmerkungen) | Anmerkungen                                           |
| Jahr | Titel Album                                      | DE | AT | CH | UK | US | Anmerkungen                                           |
| ---- | ------------------------------------------------ | --- | --- | --- | --- | --- | ----------------------------------------------------- |
| 2006 | Kiss the Girl Arielle, die Meerjungfrau (O.S.T.) | — | — | — | UK86 (1 Wo.)UK | US81 (2 Wo.)US | Erstveröffentlichung: 2006 Original: Samuel E. Wright |
| 2007 | So Much for You Headstrong                       | — | — | — | — | — | Erstveröffentlichung: 2007                            |
| 2009 | Masquerade Guilty Pleasure                       | — | — | — | — | — | Erstveröffentlichung: 2009                            |
| 2009 | Overrated Guilty Pleasure                        | — | — | — | — | — | Erstveröffentlichung: 23. Juni 2009                   |
| 2009 | What If Guilty Pleasure                          | — | — | — | — | — | Erstveröffentlichung: 7. Juli 2009                    |
| 2009 | Acting Out Guilty Pleasure                       | — | — | — | — | — | Erstveröffentlichung: 21. Juli 2009                   |

## Boxsets
| Jahr | Titel Musiklabel                                               | Anmerkungen                                                   |
| ---- | -------------------------------------------------------------- | ------------------------------------------------------------- |
| 2007 | High School Musical: Hits Collection Walt Disney Records (EMI) | Erstveröffentlichung: 20. November 2007 mit der HSM-Besetzung |
| 2009 | High School Musical: The Collection Walt Disney Records (EMI)  | Erstveröffentlichung: 23. Oktober 2009 mit der HSM-Besetzung  |

## Statistik

### Chartauswertung
|                     | DE    | AT    | CH    | UK    | US     |
| ------------------- | ----- | ----- | ----- | ----- | ------ |
| Nummer-eins-Alben   | DE—DE | AT1AT | CH—CH | UK—UK | US2US  |
| Top-10-Alben        | DE3DE | AT3AT | CH2CH | UK—UK | US4US  |
| Alben in den Charts | DE5DE | AT5AT | CH5CH | UK1UK | US12US |

|                       | DE    | AT    | CH    | UK    | US     |
| --------------------- | ----- | ----- | ----- | ----- | ------ |
| Nummer-eins-Singles   | DE—DE | AT—AT | CH—CH | UK—UK | US—US  |
| Top-10-Singles        | DE—DE | AT1AT | CH—CH | UK—UK | US1US  |
| Singles in den Charts | DE6DE | AT5AT | CH2CH | UK4UK | US11US |

|                          | DE    | AT    | CH    | UK    | US    |
| ------------------------ | ----- | ----- | ----- | ----- | ----- |
| Nummer-eins-Videoalben   | DE—DE | AT—AT | CH—CH | UK—UK | US—US |
| Top-10-Videoalben        | DE—DE | AT1AT | CH—CH | UK—UK | US—US |
| Videoalben in den Charts | DE—DE | AT1AT | CH—CH | UK—UK | US1US |

### Auszeichnungen für Musikverkäufe
| Land/RegionAuszeichnungen für Musikverkäufe (Land/Region, Auszeichnungen, Verkäufe, Quellen) | Silber     | Gold       | Platin         | Verkäufe    | Quellen                         |
| -------------------------------------------------------------------------------------------- | ---------- | ---------- | -------------- | ----------- | ------------------------------- |
| Argentinien (CAPIF)                                                                          | —          | Gold1      | 9× Platin9     | 380.000     | capif.org.ar                    |
| Australien (ARIA)                                                                            | —          | —          | 4× Platin4     | 280.000     | aria.com.au                     |
| Belgien (BRMA)                                                                               | —          | —          | Platin1        | 30.000      | ultratop.be                     |
| Brasilien (PMB)                                                                              | —          | —          | 6× Platin6     | 360.000     | pro-musicabr.org.br             |
| Chile (IFPI)                                                                                 | —          | —          | 5× Platin5     | 75.000      | Einzelnachweise                 |
| Costa Rica (IFPI)                                                                            | —          | —          | 2× Platin2     | 40.000      | Einzelnachweise                 |
| Dänemark (IFPI)                                                                              | —          | Gold1      | 4× Platin4     | 90.000      | ifpi.dk hitlisten.nu            |
| Deutschland (BVMI)                                                                           | —          | 3× Gold3   | 3× Platin3     | 900.000     | musikindustrie.de               |
| Ecuador (SOPROFON)                                                                           | —          | Gold1      | Platin1        | 13.500      | Einzelnachweise                 |
| Europa (IFPI)                                                                                | —          | —          | 4× Platin4     | (4.000.000) | ifpi.org                        |
| Finnland (IFPI)                                                                              | —          | Gold1      | —              | 12.590      | Einzelnachweise                 |
| Frankreich (SNEP)                                                                            | —          | 2× Gold2   | Platin1        | 250.000     | infodisc.fr snepmusique.com     |
| Golf-Kooperationsrat (IFPI)                                                                  | —          | Gold1      | 3× Platin3     | 21.000      | ifpi.org                        |
| Hongkong (IFPI/HKRIA)                                                                        | —          | Gold1      | —              | 10.000      | Einzelnachweise                 |
| Indien (IMI)                                                                                 | —          | Gold1      | —              | 10.000      | Einzelnachweise                 |
| Indonesien (ASIRI)                                                                           | —          | Gold1      | —              | 25.000      | Einzelnachweise                 |
| Irland (IRMA)                                                                                | —          | Gold1      | 9× Platin9     | 142.500     | irishcharts.ie                  |
| Italien (FIMI)                                                                               | —          | Gold1      | 2× Platin2     | 395.000     | Einzelnachweise                 |
| Kanada (MC)                                                                                  | —          | —          | 5× Platin5     | 460.000     | musiccanada.com                 |
| Kolumbien (ASINCOL)                                                                          | —          | Gold1      | 3× Platin3     | 65.000      | Einzelnachweise                 |
| Malaysia (RIM)                                                                               | —          | Gold1      | Platin1        | 30.000      | Einzelnachweise                 |
| Mexiko (AMPROFON)                                                                            | —          | Gold1      | 7× Platin7     | 700.000     | amprofon.com.mx                 |
| Neuseeland (RMNZ)                                                                            | —          | —          | 6× Platin6     | 90.000      | aotearoamusiccharts.co.nz       |
| Norwegen (IFPI)                                                                              | —          | —          | Platin1        | 30.000      | Einzelnachweise                 |
| Österreich (IFPI)                                                                            | —          | Gold1      | 3× Platin3     | 80.000      | ifpi.at                         |
| Philippinen (PARI)                                                                           | —          | —          | 6× Platin6     | 210.000     | Einzelnachweise                 |
| Polen (ZPAV)                                                                                 | —          | 2× Gold2   | Platin1        | 40.000      | olis.pl                         |
| Portugal (AFP)                                                                               | —          | Gold1      | 2× Platin2     | 50.000      | Einzelnachweise                 |
| Schweden (IFPI)                                                                              | —          | Gold1      | —              | 20.000      | sverigetopplistan.se            |
| Schweiz (IFPI)                                                                               | —          | 2× Gold2   | —              | 30.000      | hitparade.ch                    |
| Singapur (RIAS)                                                                              | —          | —          | 2× Platin2     | 25.000      | Einzelnachweise                 |
| Spanien (Promusicae)                                                                         | —          | Gold1      | 4× Platin4     | 350.000     | elportaldemusica.es ES2 ES3 ES4 |
| Taiwan (RIT)                                                                                 | —          | —          | Platin1        | 14.000      | Einzelnachweise                 |
| Türkei (Mü-YAP)                                                                              | —          | Gold1      | —              | 5.000       | Einzelnachweise                 |
| Ungarn (MAHASZ)                                                                              | —          | Gold1      | 2× Platin2     | 31.000      | slagerlistak.hu                 |
| Venezuela (APFV)                                                                             | —          | —          | 3× Platin3     | 60.000      | Einzelnachweise                 |
| Vereinigte Staaten (RIAA)                                                                    | —          | 6× Gold6   | 10× Platin10   | 13.925.000  | riaa.com                        |
| Vereinigtes Königreich (BPI)                                                                 | 2× Silber2 | —          | 12× Platin12   | 2.610.000   | bpi.co.uk                       |
| Insgesamt                                                                                    | 2× Silber2 | 34× Gold34 | 123× Platin123 |             |                                 |